# Trept
Trept ist eine französische Gemeinde mit 2.097 Einwohnern (Stand: 1. Januar 2022) im Département Isère in der Region Auvergne-Rhône-Alpes. Sie gehört zum Arrondissement La Tour-du-Pin und zum Kanton Charvieu-Chavagneux. Die Einwohner werden Treptois genannt.

## Geographie
Trept liegt etwa 39 Kilometer ostsüdöstlich von Lyon. Umgeben wird Trept von den Nachbargemeinden Dizimieu im Nordwesten und Norden, Siccieu-Saint-Julien-et-Carisieu im Norden, Soleymieu im Nordosten und Osten, Salagnon im Südosten, Saint-Chef im Süden sowie Saint-Hilaire-de-Brens im Südwesten und Westen.

## Verkehr
Trept hatte früher einen Bahnhof an der 1881 eröffneten und heute stillgelegten Bahnstrecke von Lyon nach Aoste-Saint-Genix (Chemin de fer de l'Est de Lyon). Der Personenverkehr wurde 1947 eingestellt.

## Bevölkerungsentwicklung
| Jahr                       | 1962 | 1968 | 1975 | 1982 | 1990 | 1999 | 2011 | 2021 |
| Einwohner                  | 817  | 840  | 853  | 1039 | 1164 | 1540 | 1807 | 2135 |
| Quellen: Cassini und INSEE |      |      |      |      |      |      |      |      |

## Sehenswürdigkeiten
- Himmelfahrts-Kirche
- Kapelle Saint-Didier in Cozance aus dem 15. Jahrhundert
- Schloss La Poype de Serrières, Burg- und Schlossanlage aus dem 14./15. Jahrhundert, seit 1992 Monument historique
- Alter Bahnhof
- ehemaliges öffentliches Waschhaus (lavoir)

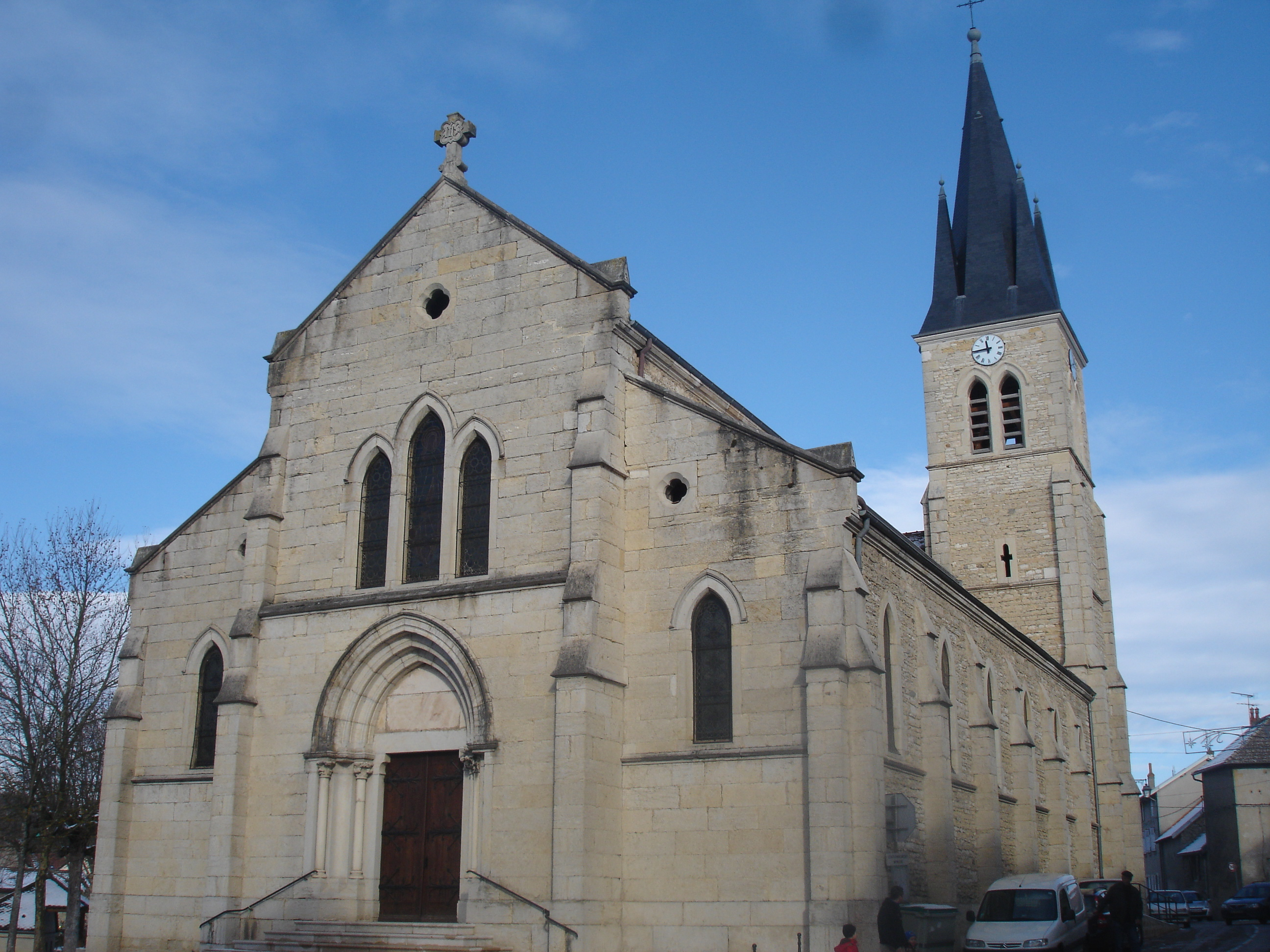
Himmelfahrts-Kirche
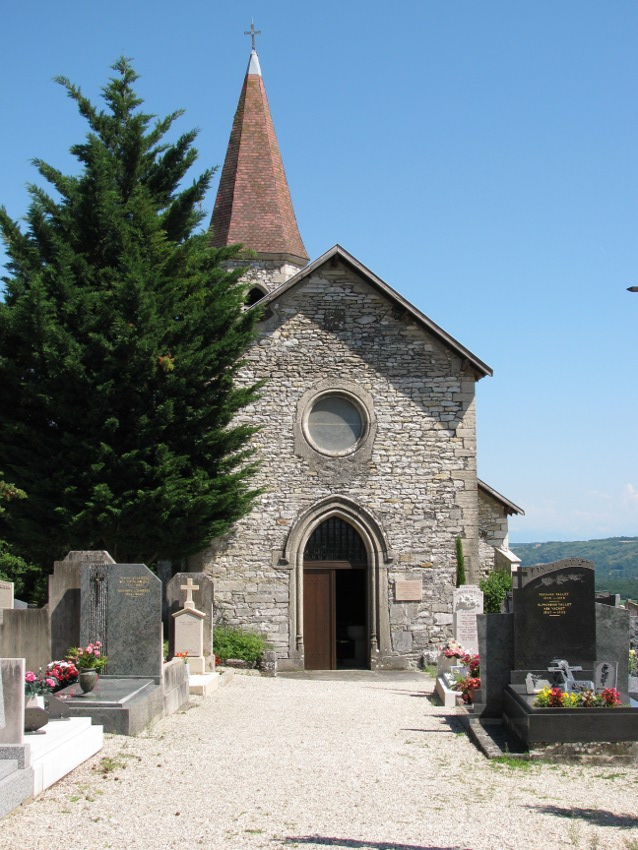
Kapelle Saint-Didier
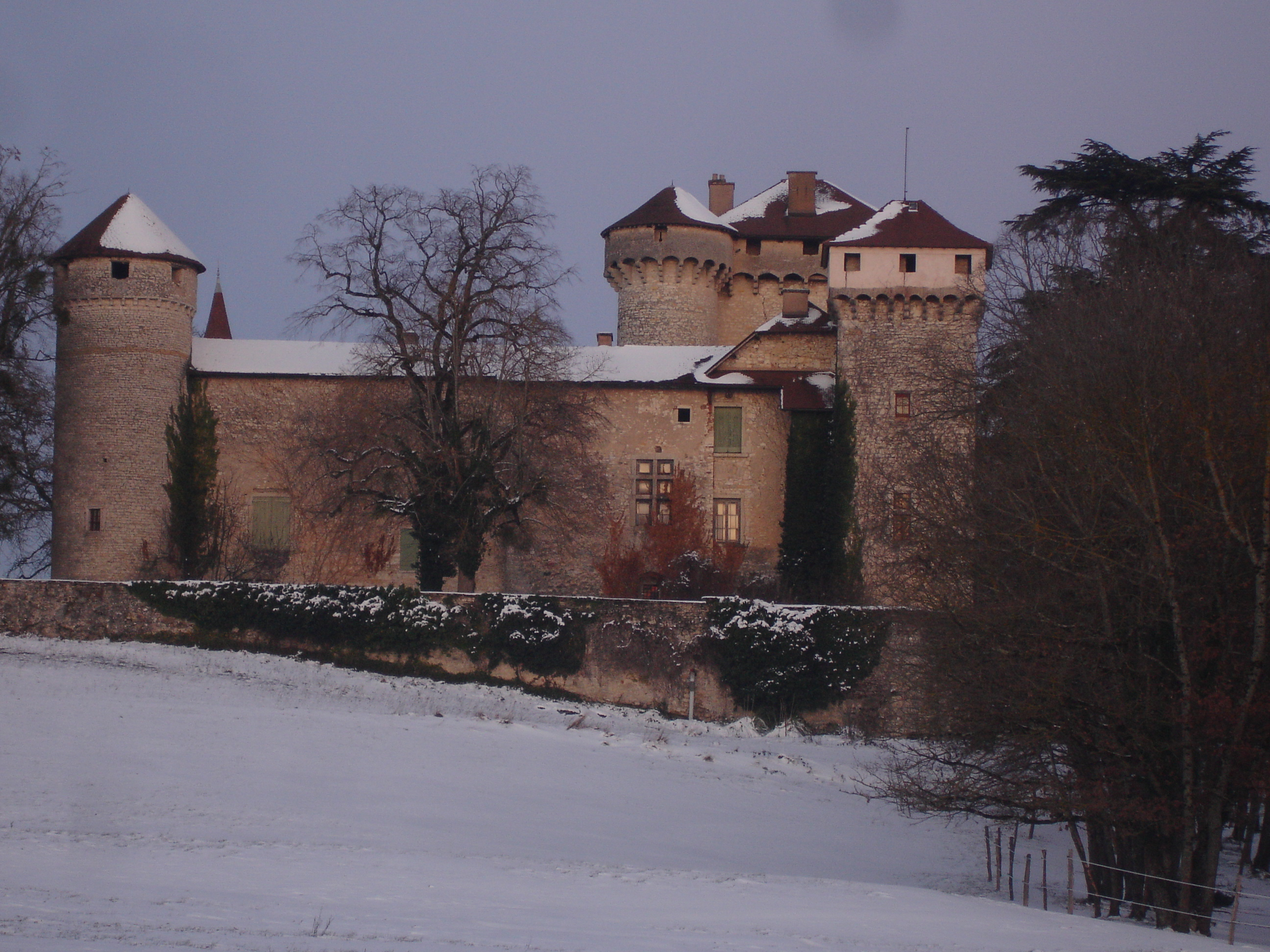
Schloss La Poype de Serrières
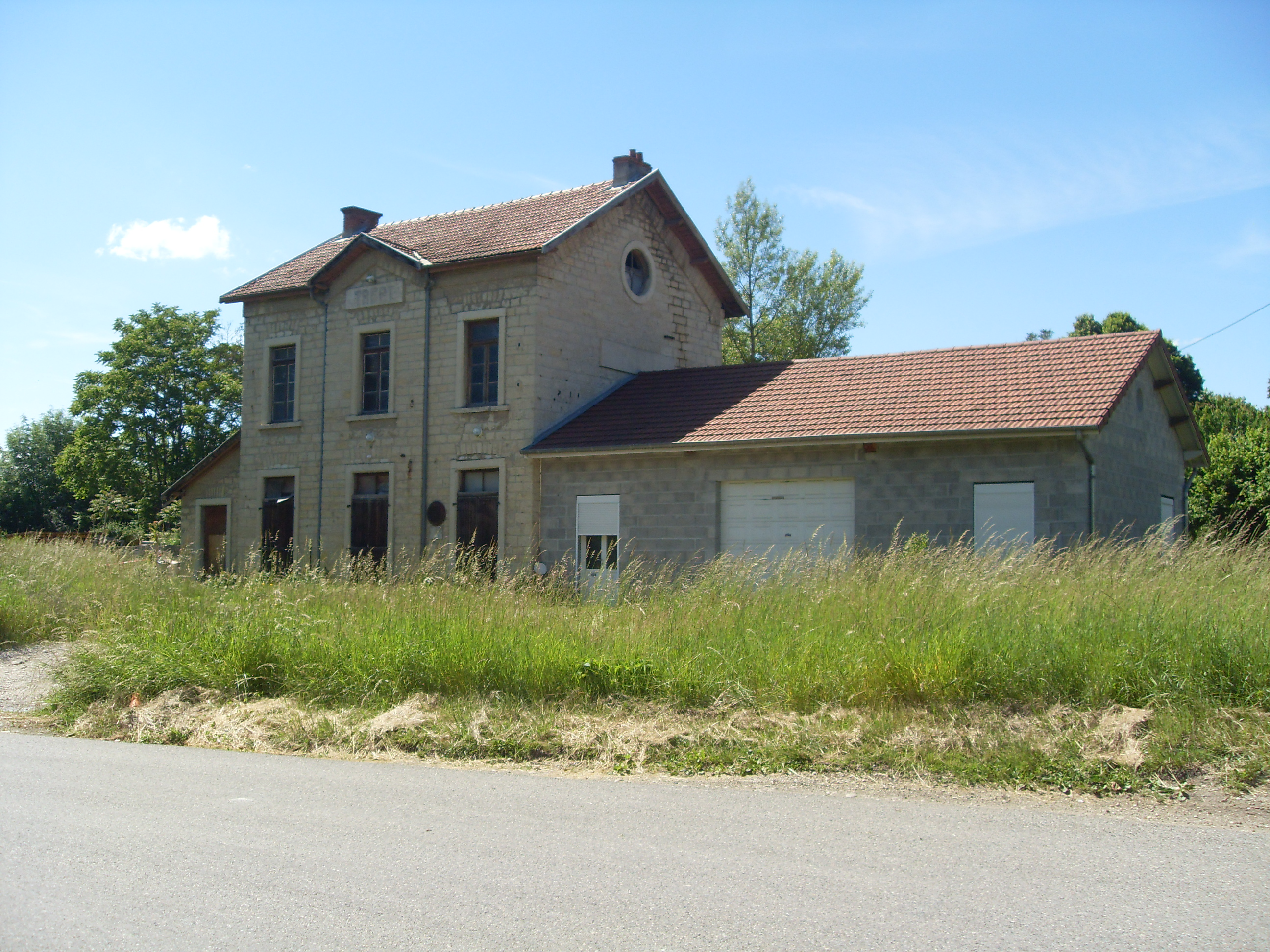
Ehemaliger Bahnhof
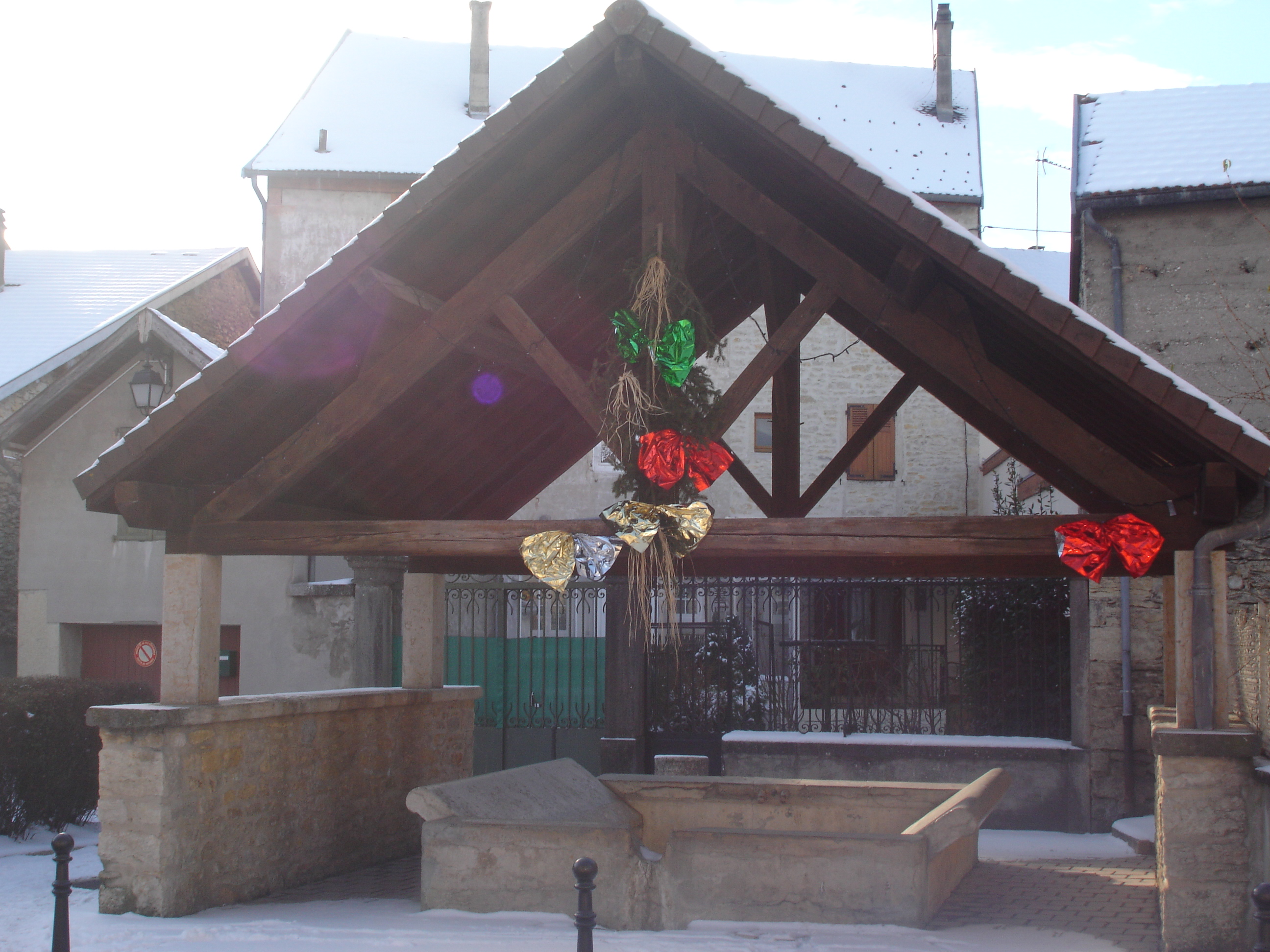
Lavoir